# Élections sénatoriales de 1998 en Dordogne
Les élections sénatoriales en Dordogne ont eu lieu le dimanche 27 septembre 1998. 
Elles ont eu pour but d'élire les sénateurs représentant le département au Sénat pour un mandat de neuf années.

## Contexte départemental
Lors des élections sénatoriales du 24 septembre 1989 en Dordogne, un sénateur PS et un RPR ont été élus, Michel Manet et Yves Guéna.
Yves Guéna (RPR) nommé en 1997 au Conseil constitutionnel. Gérard Fayolle (RPR) est élu lors de la partielle qui suit.
Depuis, tous les effectifs du collège électoral des grands électeurs ont été renouvelés, avec les élections législatives françaises de 1997, les élections régionales françaises de 1998, les élections cantonales de 1994 et 1998 et les élections municipales françaises de 1995.

## Sénateurs sortants
| Sénateur | Sénateur       | Parti | Fonctions lors de l'élection en 1998                    |
| -------- | -------------- | ----- | ------------------------------------------------------- |
|          | Michel Manet   | PS    | Sénateur sortant, maire de Bergerac                     |
|          | Gérard Fayolle | RPR   | Conseiller régional, conseiller général, maire du Bugue |

## Présentation des candidats
Les nouveaux représentants sont élus pour une législature de 9 ans au suffrage universel indirect par les 1299 grands électeurs du département. 
En Dordogne, les sénateurs sont élus au scrutin majoritaire à deux tours.
| Candidats | Candidats            | Parti | Principale fonction                                |
| --------- | -------------------- | ----- | -------------------------------------------------- |
|           | Louis Delmont        | PCF   | Conseiller général, conseiller municipal de Sarlat |
|           | Annick Le Goff       | PCF   |                                                    |
|           | Alain Armagnac       | Verts |                                                    |
|           | Bérénice Vincent     | Verts | Conseillère municipale de Monbazillac              |
|           | Jacques Monmarson    | PS    | Conseiller général, maire de Saint-Astier          |
|           | Claude Bérit-Débat   | PS    | Maire de Chancelade                                |
|           | Bernard Cazeau       | PS    | Président du conseil général, maire de Ribérac     |
|           | Xavier Louy          | RPR   | Adjoint au maire de Sarlat                         |
|           | Xavier Darcos        | RPR   | Maire de Périgueux                                 |
|           | Gérard Fayolle       | RPR   | Sénateur sortant, maire du Bugue                   |
|           | Claude Le Solleu     | FN    |                                                    |
|           | Henry Peyret-Lacombe | FN    |                                                    |

## Résultats
| Candidat et parti politique | Candidat et parti politique | Candidat et parti politique | Premier tour | Premier tour | Second tour | Second tour |
| Candidat et parti politique | Candidat et parti politique | Candidat et parti politique | Voix         | %            | Voix        | %           |
| --------------------------- | --------------------------- | --------------------------- | ------------ | ------------ | ----------- | ----------- |
|                             | Xavier Darcos               | RPR                         | 607          | 47,35        | 660         | 51,56       |
|                             | Gérard Fayolle              | RPR                         | 576          | 44,93        | 613         | 47,89       |
|                             | Bernard Cazeau              | PS                          | 447          | 34,87        | 619         | 48,36       |
|                             | Claude Bérit-Débat          | PS                          | 289          | 22,54        | Retrait     | Retrait     |
|                             | Jacques Monmarson           | PS                          | 246          | 19,19        | 1           | 0,08        |
|                             | Louis Delmont               | PCF                         | 172          | 13,42        | 578         | 45,16       |
|                             | Annick Le Goff              | PCF                         | 133          | 10,37        | Retrait     | Retrait     |
|                             | Xavier Louy                 | RPR                         | 23           | 1,79         | Retrait     | Retrait     |
|                             | Bérénice Vincent            | Verts                       | 11           | 0,86         | 1           | 0,08        |
|                             | Claude Le Solleu            | FN                          | 11           | 0,86         | Retrait     | Retrait     |
|                             | Henry Peyret-Lacombe        | FN                          | 10           | 0,78         | Retrait     | Retrait     |
|                             | Alain Armagnac              | Verts                       | 7            | 0,55         | 1           | 0,08        |
|                             |                             |                             |              |              |             |             |
| Inscrits                    | Inscrits                    | Inscrits                    | 1 299        | 100,00       | 1 299       | 100,00      |
| Abstentions                 | Abstentions                 | Abstentions                 | 5            | 0,38         | 3           | 0,23        |
| Votants                     | Votants                     | Votants                     | 1 294        | 99,62        | 1 296       | 99,77       |
| Blancs et nuls              | Blancs et nuls              | Blancs et nuls              | 12           | 0,93         | 16          | 1,23        |
| Exprimés                    | Exprimés                    | Exprimés                    | 1 282        | 99,07        | 1 280       | 98,77       |